# Église Saint-Martin de Villamée
Pour les articles homonymes, voir Église Saint-Martin.
L’église Saint-Martin est un édifice religieux situé à Villamée, dans le département français d'Ille-et-Vilaine, en région Bretagne. Elle est située au sein d'un enclos paroissial.

## Localisation
L'église se trouve dans le bourg, le long de la route départementale D 15. Elle est encore entourée d'un cimetière dont l’entrée est une porte monumentale ; on y trouve aussi le monument aux morts.

## Histoire
L'église et la porte du cimetière sont inscrits aux monuments historiques depuis le 5 novembre 1926.

## Architecture

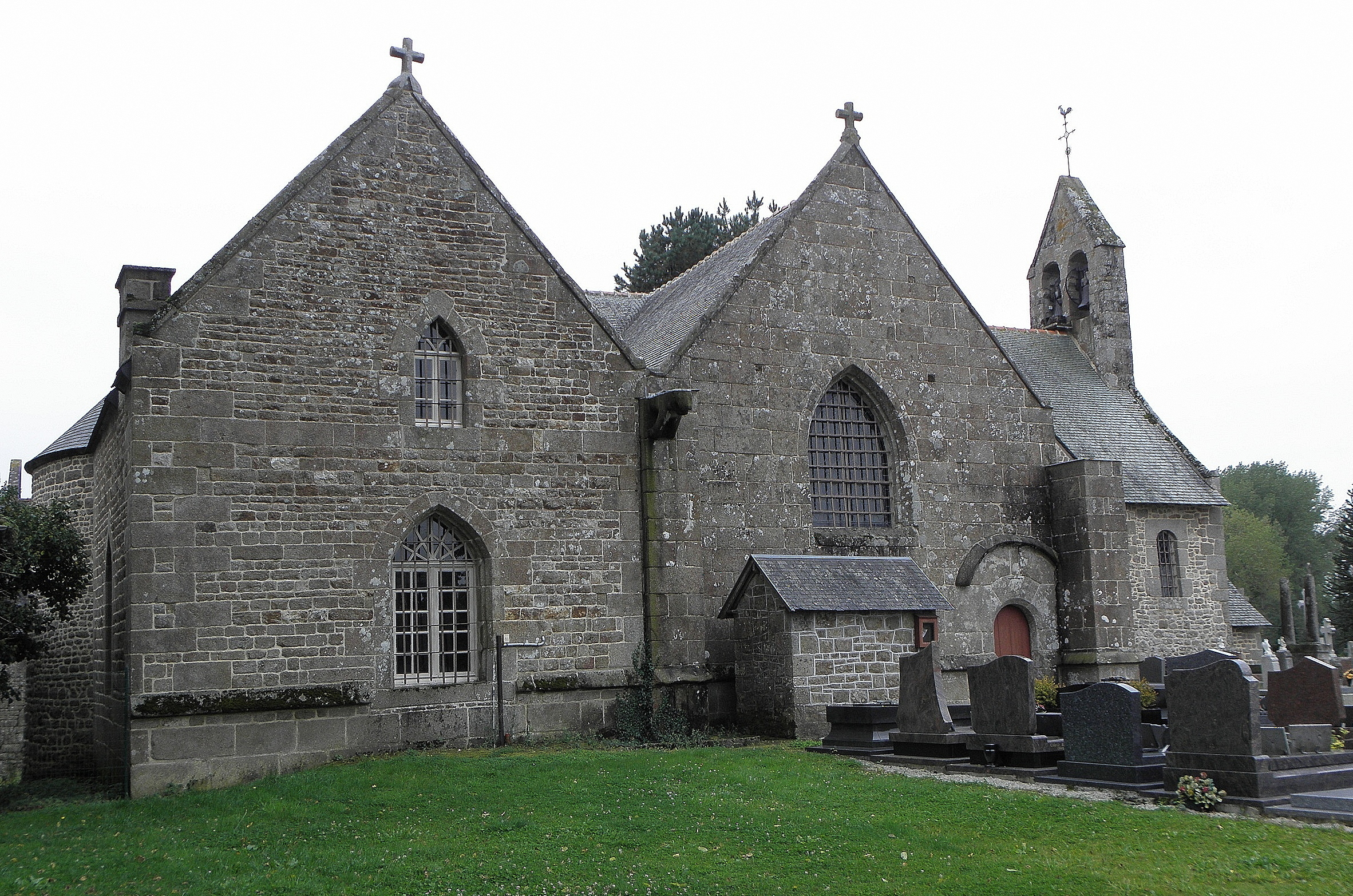
Façade septentrionale de l'église.